# Élections législatives liechtensteinoises de 1958
Les élections législatives liechtensteinoises de 1958 se déroulent de manière anticipée le 23 mars 1958. Pour la première fois depuis 1939 la répartition des sièges au Landtag est modifiée, le Parti progressiste des citoyens (FBP) décrochant un siège supplémentaire aux dépens de l'Union patriotique (VU). Le Premier ministre Alexander Frick, du FBP, est reconduit à la tête de son gouvernement de coalition avec la VU.

## Système politique
Le Liechtenstein est une principauté organisée sous la forme d'une monarchie constitutionnelle avec un prince doté de larges pouvoirs dont un véto. 
Le parlement, ou Landtag, détient le pouvoir législatif. Les 15 députés qui le composent sont élus pour quatre ans au sein de 2 circonscriptions, l'Oberland et l'Unterland, comportant respectivement neuf et six sièges. Les élections ont lieu au suffrage universel masculin, pour tous les citoyens âgés d'au moins vingt-et-un ans.

## Mode de scrutin
Les élections ont lieu au scrutin proportionnel plurinominal de liste sans panachage mais avec vote préférentiel.
Les électeurs votent en cochant le nom du candidat qu'ils préfèrent sur la liste de leur choix, et ce vote pour un candidat équivaut à un vote pour son parti. La répartition proportionnelle se fait ensuite selon la méthode du plus fort reste, en appliquant le quotient dit de Hagenbach-Bischoff, avec un seuil électoral de 18 %. Les sièges attribués aux partis sont ensuite répartis à ceux de leurs candidats ayant recueilli le plus de votes en leurs noms.
Depuis 1939 le Parti progressiste des citoyens est à la tête d'une coalition avec l'Union patriotique pour partenaire minoritaire.

## Résultats
| Parti                     | Parti                                 | Voix  | %    | +/- | Sièges | +/-           |
| ------------------------- | ------------------------------------- | ----- | ---- | --- | ------ | ------------- |
|                           | Parti progressiste des citoyens (FBP) | 1 689 | 52,3 | 1,9 | 9      | 1             |
|                           | Union patriotique (VU)                | 1 537 | 47,6 | 2,0 | 6      | 1             |
|                           |                                       |       |      |     |        |               |
| Votes valides             | Votes valides                         | 3 226 | 98,0 |     |        |               |
| Votes blancs et invalides | Votes blancs et invalides             | 66    | 2,0  |     |        |               |
| Total                     | Total                                 | 3 292 | 100  | -   | 15     | en stagnation |
| Abstention                | Abstention                            | 233   | 6,6  |     |        |               |
| Inscrits / participation  | Inscrits / participation              | 3 525 | 93,4 |     |        |               |

| ↓  |     |
| 6  | 9   |
| VU | FBP |

L'union patriotique obtient exactement le même nombre de suffrages que quatre ans auparavant, malgré l'augmentation du nombre de votants, et perd un siège pour la première fois depuis presque vingt ans. Le Parti progressiste des citoyens reconduit néanmoins sa coalition avec l'union.